# Digital Champions
I digital champions sono stati i membri del Digital Champions Expert Group della Commissione europea, creato a maggio 2012 e chiuso a maggio 2022, con il compito di affiancare il proprio Stato membro a rendere ogni europeo digitale.

## Compiti e funzioni
Nominati da ciascuno Stato membro dell'Unione europea, hanno agito localmente in collaborazione con le comunità, le imprese, i governi e il mondo accademico, con l'obiettivo di aiutare le persone a diventare digitali, attraverso la promozione di competenze digitali in materia di istruzione, la promozione di servizi di e-government, incoraggiando l'imprenditorialità, il sostegno alle aziende, spingendole ad abbracciare le nuove tecnologie e ad essere più competitive, contribuendo alla ricerca e all'innovazione. Hanno avuto anche ruolo di adviror della Commissione europea sull'attuazione dell'Agenda digitale per l'Europa

## Negli Stati membri UE
25 stati membri hanno nominato ciascuno un proprio Digital Champion:
| Stato membro    | Digital Champion                 |
| --------------- | -------------------------------- |
| Austria         | Meral Akin-Hecke                 |
| Belgio          | Saskia van Uffelen               |
| Bulgaria        | Gergana Passy                    |
| Cipro           | Stelios Himonas                  |
| Croazia         | Darko Paric                      |
| Danimarca       | Niels Bjørn-Andersen             |
| Finlandia       | Linda Liukas                     |
| Francia         | Gilles Babinet                   |
| Germania        | Gesche Joost                     |
| Grecia          | Nikos Michalopoulos              |
| Irlanda         | David Puttnam                    |
| Italia          | Diego Piacentini                 |
| Lettonia        | Reinis Zitmanis                  |
| Lituania        | Renata Danielienė                |
| Lussemburgo     | Björn Ottersten                  |
| Malta           | Godfrey Vella                    |
| Paesi Bassi     | Tineke Netelenbos                |
| Polonia         | Wlodzimierz Marcinski            |
| Portogallo      | Domingos Miguel Folque Guimarães |
| Repubblica Ceca | Ondrej Felix                     |
| Romania         | Paul Andre Baran                 |
| Slovacchia      | Peter Pellegrini                 |
| Spagna          | Andreu Veà                       |
| Svezia          | Jan Gulliksen                    |
| Ungheria        | Istvan Erenyi                    |

### Italia
I Digital Champions italiani sono stati:
- Roberto Sambuco (dal 2012 al 4/2013)
- Agostino Ragosa (dal 5/2013 al 9/2013)
- Francesco Caio (dal 9/2013 al 9/2014)
- Riccardo Luna (dal 9/2014 al 9/2016)
- Vacante (dal 10/2016 al 2/2017)
- Diego Piacentini (dal 3/2017 fino alla chiusura del gruppo)

Riccardo Luna, Digital Champion fra il 2014 ed il 2016, ha creato l'associazione "Digital Champions", un sistema distribuito basato sul fatto che in ogni regione italiana vi fossero "campioni digitali" a cui le amministrazioni potessero rivolgersi per trovare sostegno sui temi del digitale. Tale associazione, dopo alcune polemiche tra cui il fatto che il dominio digitalchampions.it fosse stato registrato personalmente dallo stesso Luna prima della sua investitura ufficiale, è stata sciolta nel 2016.